# 1. Krasnikowo
1. Krasnikowo oder Perwoje Krasnikowo (russisch 1-е Красниково, Первое Красниково) ist ein Dorf (derewnja) in der Oblast Kursk in Russland. Es gehört zum Rajon Kursk und zur Landgemeinde (selskoje posselenije) Bessedinski selsowjet.

## Geographie
Der Ort liegt gut 12 km Luftlinie östlich des Oblastverwaltungszentrums Kursk im südwestlichen Teil der Mittelrussischen Platte, 1 km vom Sitz des Dorfsowjet – Bessedino, 104 km vor Grenze zwischen Russland und der Ukraine, am Fluss Rat (rechter Nebenfluss des Seim).

### Klima
Das Klima im Ort ist wie im Rest des Rajons kalt und gemäßigt. Es gibt während des Jahres eine erhebliche Niederschlagsmenge. Dfb lautet die Klassifikation des Klimas nach Köppen und Geiger.

## Bevölkerungsentwicklung
| Jahr | Einwohner |
| ---- | --------- |
| 2002 | 218       |
| 2010 | ▼187      |

Anmerkung: Volkszählungsdaten

## Verkehr
1. Krasnikowo liegt an der Fernstraße föderaler Bedeutung R-298 (Kursk – Woronesch – R22 Kaspi; ein Teil der Europastraße E38), an der Straße interkommunaler Bedeutung 38N-309 (R-298 – Schechowzowo) und 8 km von der nächsten Eisenbahnhaltestelle 15 km (Eisenbahnstrecke Kursk – 146 km) entfernt.
Der Ort liegt 119 km vom internationalen Flughafen von Belgorod entfernt.